# Aldeanueva de la Vera
Aldeanueva de la Vera là một đô thị trong tỉnh Cáceres, Extremadura, Tây Ban Nha. Theo điều tra dân số 2006 (INE), đô thị này có dân số là 2304 người.

## Biến động dân số
| 1900 | 1910 | 1920 | 1930 | 1940 | 1950 | 1960 |
| 1841 | 2312 | 2274 | 2697 | 3093 | 3667 | 4005 |
| 1970 | 1981 | 1991 | 1996 | 1999 | 2006 | 2007 |
| 3505 | 2558 | 2476 | 2584 | 2501 | 2304 | 2306 |